# Abdelhamid Abaaoud
Abdelhamid Abaaoud (Anderlecht, 8 de Abril de 1987 – Saint-Denis, 18 de Novembro de 2015) foi um terrorista belgo-marroquino islâmico, suspeito de ser o principal comandante operacional dos vários ataques terroristas na Bélgica e na França, incluindo os ataques de novembro 2015 em Paris.

## Biografia

### Apelidos
Abaaoud também foi conhecido com as alcunhas ou kunya de Abou Omar Soussi (em árabe: أبو عمر السوسي, que significa "de Sous", o local de origem de sua família em Marrocos) e Abou Omar el-Beljiki (em árabe:  أبو عمر البلجيكي, que significa "Abou Omar o belga").

### Origem e infância
Abaaoud  era o primogénito de uma família de seis filhos. Seu pai chegou de Marrocos à Bélgica em 1975. Nasceu em Anderlecht, Abdelhamid Abaaoud possui a dupla nacionalidade belga e marroquina. Cresceu em Molenbeek-Saint-Jean uma comuna de Bruxelas com uma elevada presença muçulmana.
Em 1999, ele foi matriculado numa renomada escola do ensino secundário de Uccle (uma das comunas mais rica de bruxelas) que ele frequentou durante um ano.